# نهر الوند
 نهر الوند  أو نهر حلوان (بالكردية: چەم ئەڵوەن، Çemê Elwen‏) (بالفارسية: رود الوند) هو نهر يبلغ طوله 150 كم، وينبع من جبال زاغروس بإيران، ثم ينساب غرباً في محافظة كرمانشاه، حيث يمر بِمدُن قصر شيرين ومدينة حلوان (واسمها الفارسي: سرپول الذهب)، ثم يتجه غرباً فيدخل العراق عند مدينة خانقين ليصب في نهر ديالى، الذي يصب بدوره في دجلة.
وسمّي نهر الوند بهذا الاسم نسبة إلى القائد الوند ميرزا أوغلو هو من أحفاد السلطان حسن قوصون (السلطان حسن الطويل) مؤسس دولة آق قويونلو. لقد استشهد القائد الوند ميرزا أوغلو في إحدى المعارك على ضفاف النهر وليّسمّى النهر بعدئذ تيمّناً باسمه وتخليدا لذكراه بنهر الوند.[بحاجة لمصدر]

## نهر الوند
يعتبر نهر ألوَن أو (الوند) من الأنهار الكردستانية من المنبع حتى المصب، وعندما يصب أو يلتقي مع نهر سيروان يكونان نهر ديالى. وحسب المؤرخ محمد جميل روزبياني - تنبع في جبال دالاهو بمنطقة كرمنشاه في إيران. وهناك نهر آخر وبنفس الاسم حيث تنبع من أعالي جبل (الوند) غرب همدان (إيران) أكباتان وتمر جنوباً حتى شط العرب. سميت هذا النهر ب(الوند) نسبة إلى منابعها في جبل الوند حيث منقوشات داريوش الكبير (ت 486 ق.م). عرف النهر بأسماء هلمان وألوان والون في عهد السومريون واللوبيين، ولا يزال تطلق عليها أهل المنطقة باسم (ألوَن) بدون حرف الدال الذي دخلت عليها من اللغة العربية. لأن اسم الوان أو الون في لغة الماديين يعني (من ذلك العُلى). وكان يُقصد بها إن النهر ينبع في جبال ألون القريب من عاصمة الماديين همدان (إيران) أكباتان. إن للنهر مكانة متميزة في تاريخ وتراث أهل المنطفة بأكملها. حيث اسم مدينة سربيل زهاو كان بنفس الاسم (ألون) حتى دخول العرب والإسلام إليها في سنة (637 م، 16 هجرية) بعد معركة جلولاء. بما إن النهر يمر أيضاً بمدينة خانقين، أصبح إسميهما مرادفاً. إن النهر يشق المدينة إلى جانبين (الصوب الكبير والصوب الصغير). وبنيت عليها جسر حجري، تاريخ بنايته غير معروف. حينما زارها كلاوديوس ريج في سنة 1817 كان الجسر قائماً وحتى في ذاك العهد لم يعرف تاريخ بناية الجسر الذي يربط بين جهتي المدينة. يعتقد إن مواد بناية الجسر قد جلبت من أنقاض جسر آخر كان قائماً على النهر بمسافة 6 كم جنوباً عن موقع الجسر الحالي وكان يسمى جسر (ده باية) أي الـ(عشر درجات) وأن هناك جسرين مبنيين على الطراز نفسه في مدينتي قصر شيرين وأصفهان الإيرانيتين.
وأن لنهر الوند مكانة في العقائد الشعبية، حيث أطلقوا عليه لقب (الوند المجنون)، لعدم استقرار مناسيب مياهه وطغيانه وهيجانه في موسمي الشتاء والربيع حتى أنَّ الفيضانات الكاسحة لهذا النهر كثيرا ما ألحقت أضراراً فادحة بالمنازل والحقول والبساتين القريبة من ضفافه. ويروي النهر مساحات شاسعة من الأراضي الزراعية الخصبة بمقدار 120 ألف دونم، وكانت المياه تصل أيام فصل الصيف وفي مركز المدينة 6 أمتار مكعبة في الثانية، وتغذي عدداً من الجداول المهمة لســقي البساتين الواقعة في المدينة.
خانقين ونهر الوند : كانت مدينة خانقين من المناطق المهمة التابعة للدولة الآشورية وكانت منطقة الصراع بين الميديين والآشوريين واندلعت عدة حروب بينهما وهذه الحوادث مدوّنة في كاتب تاريخ إيران قبل الإسلام. ورد اسم خانقين أيضا في كتاب تاريخ إيران كمنطقة من المناطق المهمة التابعة للدولة الساسانية التي حكمت بيت النهرين وكانت خانقين ذات موقع الاستراتجي والتجاري والعسكري ولكن ذكر اسم خانقين في تاريخ إيران باسم غوزي وحسب توضيح المؤرخين إيرانيين إن الغوزيين هم السكان مدينتين خانقين ومندلي. لقد سميت مدينة خانقين بهذا الاسم أي خانقين في عهد الصفويين.
يجري النهر حول قرى كثيرة مثل منطقة توله فروش وهناك ينقسم إلى قسمين أحدهما يسمى بل قله وفرع آخر أكبر يحتفض باسم الوند وينحدر بقرب قرية يوسف بيك إلى شق كبير يسمى بحيره عريضه لعرضه ويجري حوله غابات حتى تصل إلى وادي ويصب في منطقة يسمى باعرعره. ينقسم نهر وند إلى فرع آخر عند مدينة إمام عباس أحدهما باتجاه إمام عباس والآخر بلتجاه مردان ويمر حول غابات كبيرة منه رقم جوارده (14) الذي يعتبر من أكبر غابات الصيد.
خانقين ونهر الوند : كانت مدينة خانقين من المناطق المهمة التابعة للدولة الآشورية وكانت منطقة الصراع بين الميديين والآشوريين واندلعت عدة حروب بينهما وهذه الحوادث مدونة في كاتب تاريخ إيران قبل الإسلام. ورد اسم خانقين أيضا في كتاب تاريخ إيران كمنطقة من المناطق المهمة التابعة للدولة الساسانية التي حكمت بيت النهرين وكانت خانقين ذات موقع الاستراتجي والتجاري والعسكري ولكن ذكر اسم خانقين في تاريخ إيران باسم غوزي وحسب توضيح المؤرخين إيرانيين إن الغوزيين هم السكان مدينتين خانقين ومندلي. لقد سميت مدينة خانقين بهذا الاسم أي خانقين في عهد الصفويين. وسمي نهر الوند بهذا الاسم نسبة إلى القائد الوند ميرزا أوغلو هو من أحفاد السلطان أوزون حسن (السلطان حسن الطويل) مؤسس دولة آق قوينلوـ الخروف الأبيض. لقد استشهد القائد الوند ميرزا أوغلو في إحدى المعارك على ضفاف النهر وليسمى النهر بعدئذ تيمناً باسمه وتخليداً لذكراه بنهر الوند..